# Dietlein
Der Name Dietlein leitet sich ab aus dem germanischen Rufnamen Dietrich. In dem ersten Namensglied geht er zurück auf das germanische Wort diot, tiuda = Volk, das auch »deutsch« zugrunde liegt. Der Name findet sich bereits in frühen römischen Quellen. Die höchste Namensdichte findet sich in Deutschland, die höchste Verbreitung des Namens findet sich in den USA. Der Ursprung des Namens ist nicht exakt nachweisbar. Der Namensträger Arthur von Dietlein (1852–1917) wurde 1906 in den Adelsstand erhoben, so dass neben dem Familiennamen Dietlein auch der Name von Dietlein verbreitet ist, siehe Dietlein (Adelsgeschlecht).

## Namensträger
- Ernst Dietlein (1884–1954), deutscher evangelischer Theologe
- Felix Dietlein (* 1990), deutscher Mathematiker und Mediziner
- Johann Dietlein (1903–1986), deutscher Politiker der BVP und der CSU
- Johann Friedrich  Wilhelm Dietlein (1787–1837), deutscher Brückenbauer und Hochschullehrer
- Johannes Dietlein (* 1963), deutscher Rechtswissenschaftler
- Markus Dietlein (* 1960), deutscher Nuklearmediziner und Hochschullehrer
- Marsha Dietlein (* 1965), US-amerikanische Schauspielerin
- Max Dietlein (1884–1964), deutscher Chirurg
- Max Josef Dietlein (1931–2013), deutscher Verfassungsrichter, Rechtswissenschaftler und Hochschullehrer
- Thomas Dietlein (* 1967), deutscher Augenarzt und Hochschullehrer